# Bertine Zetlitz
Bertine Axeliane Robberstad Zetlitz (Oslo, 9 aprile 1975) è una cantante norvegese di genere pop. È una delle artiste più famose della Norvegia.

## Discografia

### Album
- Morbid Latenight Show (1998)
- Morbid Remix Show (1998)
- Beautiful So Far (2000)
- Sweet Injections (2003)
- Rollerskating (2004)
- My Italian Greyhound (2006)
- In My Mind 1997-2007 The Best Of (2007)

### Singoli
- Getting Out (Morbid Latenight Show)
- Snow On A Hot Day (Morbid Latenight Show)
- Apples & Diamonds (Morbid Latenight Show)
- Abigail (Morbid Latenight Show)
- Adore Me (Beautiful So Far)
- Cruel (Beautiful So Far)
- Fate (Beautiful So Far)
- Girl Like You (Sweet Injections)
- Twisted Little Star (Sweet Injections)
- Fake Your Beauty (Rollerskating)
- Ah Ah (Rollerskating)
- 500 (My Italian Greyhound)
- Midnight (My Italian Greyhound)
- Ashamed (In My Mind 1997-2007 The Best Of)
- Bubble Bursts (In My Mind 1997-2007 The Best Of)

## Premi
- Spellemannprisen (1998): 'Best Debut Album' and 'Best Pop Album'
- Hitawards (1998): 'Female Artist of the Year'
- Hitawards (2000): 'Female Artist of the Year'
- Spellemannprisen (2000): 'Pop Artist of the Year'